# 선전 트럭

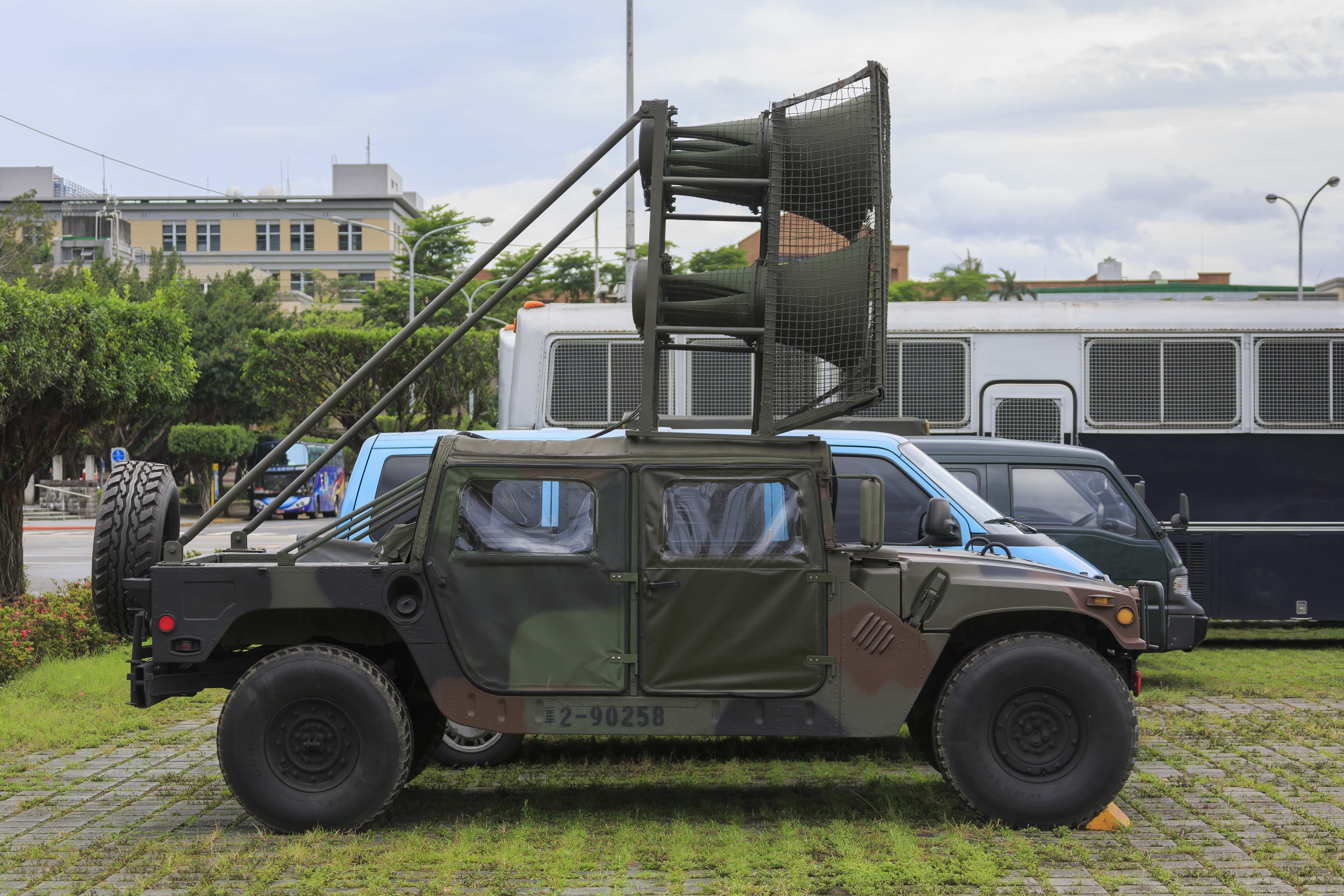
중화민국 육군이 보유한 선전 트럭

선전 트럭 또는 사운드 트럭(sound truck)은 전관방송 시스템과 확성기를 갖춘 차량으로, 일반적으로 주거 지역을 운전하는 동안 대중에게 녹음된 메시지를 높은 볼륨으로 재생하는 데 사용된다. 이는 많은 국가에서 선거 캠페인 중 후보자와 같은 정치적 메시지를 전파하기 위해 단체에 의해 사용되며 일부 국가에서는 상업 광고 및 판촉을 위해 사용된다. 또한 대피 등 긴급 상황 발생 시 공공 안전 당국이 지역 주민들에게 정보를 신속하게 전달하는 데에도 사용된다. 광고를 위해 사운드 트럭을 사용하는 것은 많은 관할권에서 불법이며 주의 빼앗기의 예로 비판을 받아 왔다. 포르투갈에서는 합법적이며 일반적으로 정당의 선거 캠페인 중에 사용된다. 일본에서도 합법이다. 미국의 법적 상황의 경우 사이아 대 뉴욕(1948년) 및 코바치 대 쿠퍼(1949년)를 참고할 수 있다. 브라질 히우그란지두술주 바제에서는 소리의 크기가 65데시벨을 넘을 수 없다.